# Jonny Reid

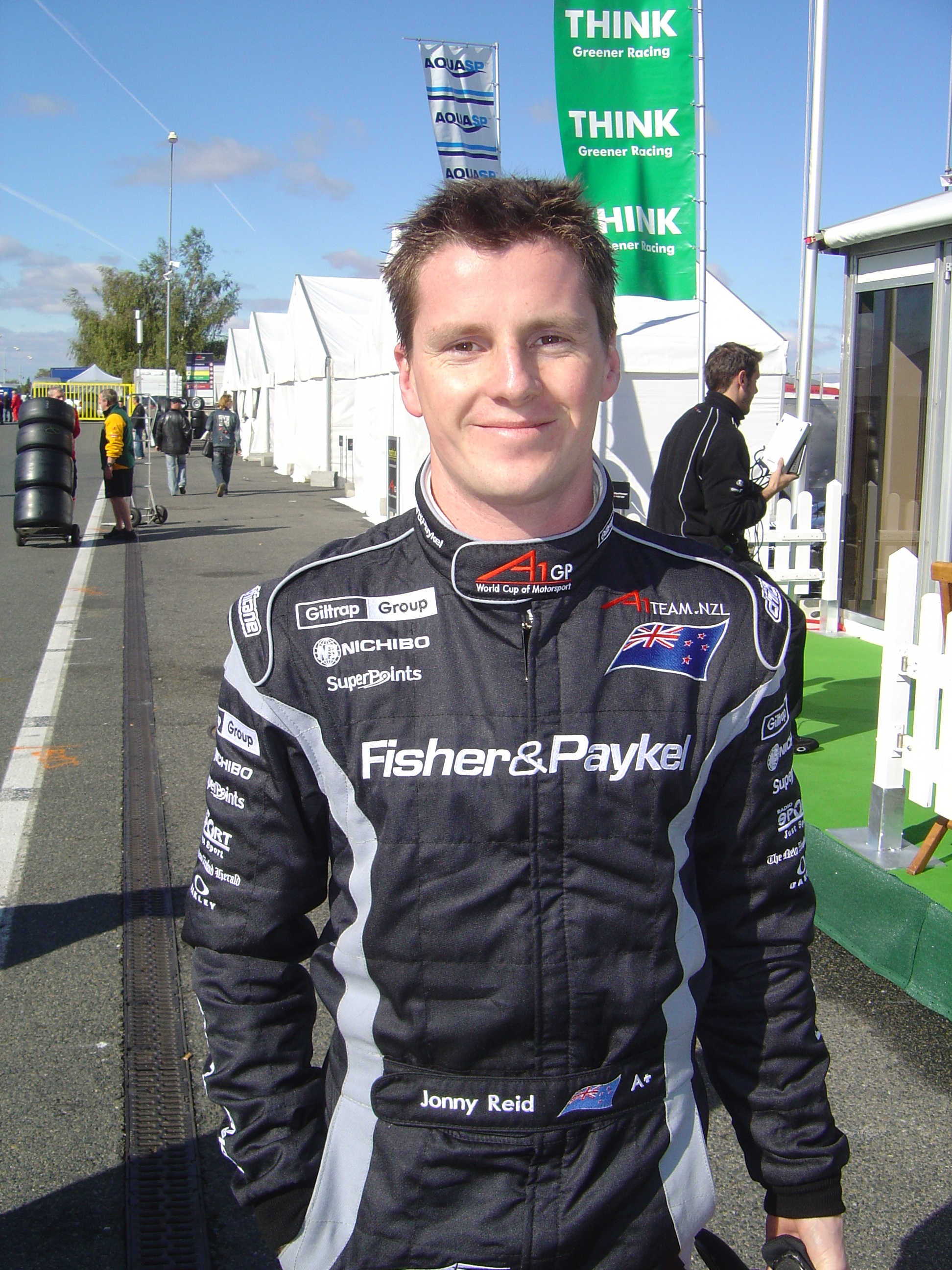
Jonny Reid 2007

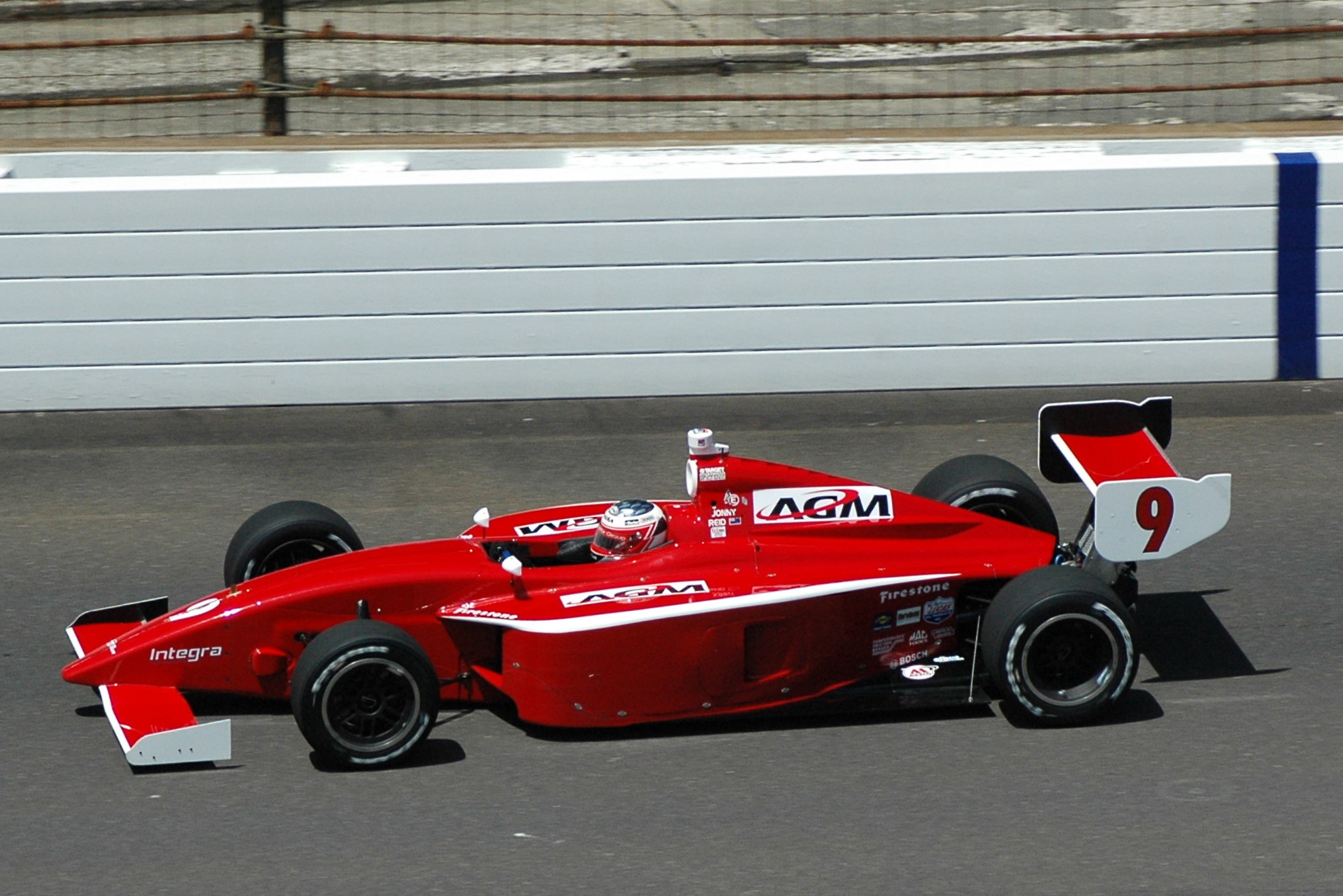
Jonny Reid bei seinem Indy-Lights-Debüt

Jonathan Ross „Jonny“ Reid (* 18. Oktober 1983 in Auckland) ist ein neuseeländischer Automobilrennfahrer.

## Karriere
Reid begann im Alter von neun Jahren mit dem Kartsport. In den Jahren 1996 bis 2000 wurde er, jedes Mal in einer anderen Kategorie, neuseeländischer Kartmeister, 2001 erreichte er im australischen Championat den dritten Gesamtrang. Nachdem er bereits im Winterhalbjahr 2001/2002 erste Erfahrungen in der Serie sammeln konnte, ging er 2002/2003 erneut in der neuseeländischen Formel Ford an den Start und gewann die Meisterschaft, wobei er auch beim altehrwürdigen „Neuseeland Grand Prix“ triumphieren konnte. Der endgültige Schritt in den Monopostosport erfolgte 2003 in Form eines Wechsels in die australische Formel 4000 Holden. Diese Serie schloss er mit fünf Rennsiegen auf dem zweiten Platz ab; es folgte ein Einmalauftritt bei den australischen V8 Supercars in Bathurst.
Im Jahr 2004 stieg Reid in die Superfund Euro-Formel-3000-Meisterschaft auf und wurde, für JVA Motorsport startend, mit einem Sieg in Donington Park und vier weiteren Podiumsplatzierungen auf Anhieb Gesamtvierter sowie „Neuling des Jahres“. Im Anschluss daran erhielt er die prestigeträchtige Bruce-McLaren-Trophäe in der Kategorie „verdienstvollster Fahrer des Commonwealth“. Am Ende des Jahres absolvierte er einen Formel-3000-Test bei Super Nova Racing. Ein Cockpit in der Formel-3000-Nachfolgeserie GP2 erhielt er nicht.
Stattdessen verließ Reid Europa und wechselte zu Inging in die japanische Formel-3-Meisterschaft. Mit einem Laufsieg sowie einer weiteren Podest-Platzierung wurde er Gesamtachter. Im Winter 2005/2006 kam Reid bei vier A1GP-Rennen für das neuseeländische Team zum Einsatz und unterstrich dabei mit zwei vierten Plätzen auf dem EuroSpeedway Lausitz sein Potential. Anschließend bestritt der Neuseeländer für Inging seine zweite Saison in der japanischen Formel-3-Meisterschaft und wiederholte seinen achten Gesamtrang mit zwei Podiumsresultaten.
In der A1GP-Saison 2006/2007 fuhr er 14 Rennen für das neuseeländische Team, wobei er drei Siege, zwei Pole-Positions und sechs weitere Podiumspositionen erzielen konnte und damit maßgeblich am zweiten Gesamtrang des Teams, das Matt Halliday in den restlichen acht Rennen einsetzte, beteiligt war. 2007/2008 bestritt er alle 20 Rennen und erreichte sechs Podestergebnisse, darunter vier Laufsiege, sowie zwei Pole-Positions, womit das Team Neuseeland seine Vizemeisterschaft verteidigen konnte. Zusammen mit Neel Jani war er der Pilot mit den Meisten Siegen.
Im weiteren Verlauf des Jahres 2008 stieg Reid zum fünften Rennen in die nordamerikanische Indy-Lights-Serie ein. Im zweiten Lexington-Lauf, in den er von der Pole-Position startete, unterlief ihm, für das unterlegene Team Integra Motorsports antretend, ein schweres Missgeschick. Während einer Safety-Car-Phase am Ende des Rennens bog er in Führung liegend, in der Annahme bereits der Sieger zu sein, vor der Zieldurchfahrt in die Boxengasse ab und überquerte dort erst den virtuellen Zielstrich, als dies schon acht Autos hinter dem Pace Car auf der Strecke getan hatten. Er kam daraufhin bei diesem Team zu keinem Einsatz mehr, trat allerdings noch an den Rennwochenenden in Sonoma und Joliet für Sam Schmidt Motorsports an. In der Gesamtwertung wurde er 18.
In der A1GP-Saison 2008/2009 fand er mit Ausnahme eines Extra-Tests im Anschluss an das Taupo-Wochenende, in dessen Rahmenprogramm er zuvor in der neuseeländischen Porsche GT3 Cup Challenge angetreten war, keine Berücksichtigung. Im Winter 2009/2010 fuhr er durchgängig in der Porsche GT3 Cup Challenge und wurde mit drei Siegen Vizemeister. Für die Sommersaison 2010 kehrte er nach Europa zurück und trat für Super Nova Racing in der Auto GP, in deren Vorgängerserie er bereits 2004 gestartet war, an. Am Saisonende belegte er mit einer Pole-Position den zehnten Platz in der Fahrerwertung. Im Winter bestritt er wiederum die Porsche GT3 Cup Challenge und sicherte sich mit einem Rennerfolg und weiteren dreizehn Podiumsplätzen diesmal den dritten Gesamtrang. 2011 tritt er im australischen Porsche Carrera Cup an.

## Statistik

### Karrierestationen
| - 1993–2001: Kartsport - 2002: Neuseeländische Formel Ford (Platz 12) - 2003: Neuseeländische Formel Ford (Meister) - 2003: Formel 4000 Holden (Platz 2) - 2004: Superfund Euro Formel 3000 (Platz 4) | - 2005: Japanische Formel 3 (Platz 8) - 2006: A1 Grand Prix - 2006: Japanische Formel 3 (Platz 8) - 2007: A1 Grand Prix - 2008: A1 Grand Prix | - 2008: Indy Lights (Platz 18) - 2010: Porsche GT3 Cup Challenge (Platz 2) - 2010: Auto GP (Platz 10) - 2011: Porsche GT3 Cup Challenge (Platz 3) - 2011: Australischer Porsche Carrera Cup |